# Лі Мун Се
Лі Мун Се (кор. 이문세, 李文世, кор. вимова: [iː.munse], нар. 17 січня 1959, Сеул, Південна Корея) — південнокорейський співак у жанрі балад, якого часто вважають корейською поп-іконою. З моменту свого дебюту в 1978 році він випустив 16 повноформатних альбомів, у тому числі When Love Passes By 1987 року, який розійшовся тиражем у 2,85 мільйона копій, що зробило його найбільш продаваним альбомом у Південній Кореї на той час. Він також добре відомий як ведучий популярного південнокорейського радіошоу Зоряна ніч на MBC FM з 1985 по 1996 роки. У 2007 році йому діагностували рак щитовидної залози.

## Дискографія
| Назва                                                             | Деталі альбому                                                                                  | Пікові позиції у чартах | Продажі                      |
| Назва                                                             | Деталі альбому                                                                                  | KOR                     | Продажі                      |
| ----------------------------------------------------------------- | ----------------------------------------------------------------------------------------------- | ----------------------- | ---------------------------- |
| I Am a Happy Man (나는 행복한 사람)                               | - Реліз: 20 липня 1983 - Лейбл: Seorabeol Records - Формат: LP                                  | Н/Д                     |                              |
| The Best                                                          | - Реліз: 1 вересня 1984 - Лейбл: Hyundai Acoustics - Формат: LP                                 | Н/Д                     |                              |
| I Don't Know Yet (난 아직 모르잖아요)                             | - Реліз: 20 вересня 1985 - Лейбл: King Records - Формат: LP                                     | Н/Д                     | - Південна Корея: 1,500,000+ |
| When Love Passes By (사랑이 지나가면)                             | - Реліз: 10 березня 1987 - Лейбл: King Records - Формат: LP                                     | Н/Д                     | - Південна Корея: 2,850,000+ |
| Standing Under the Shade of a Roadside Tree (가로수 그늘아래서면) | - Реліз: 15 вересня 1988 - Лейбл: King Records - Формат: LP                                     | Н/Д                     | - Південна Корея: 2,580,000+ |
| That Was Me (그게 나였어)                                         | - Реліз: 1 листопада 1989 - Лейбл: King Records - Формат: LP                                    | Н/Д                     |                              |
| Old Love (옛사랑)                                                 | - Реліз: 17 вересня 1991 - Лейбл: Hankook Record Co. - Формат: CD, компакт-касета               | Н/Д                     |                              |
| Like an Old Photograph (오래된 사진처럼)                          | - Реліз: 1 вересня 1993 - Лейбл: Orange Popular - Формат: CD, компакт-касета                    | Н/Д                     |                              |
| 95 Stage With Composer Lee Younghun                               | - Реліз: 1 січня 1995 - Лейбл: Nice Popular - Формат: CD, компакт-касета                        | Н/Д                     |                              |
| Dancing Flower (화무)(花舞)                                       | - Реліз: 1 січня 1996 - Лейбл: M Project - Формат: CD, компакт-касета                           | Н/Д                     |                              |
| Sometimes                                                         | - Реліз: 28 березня 1998 - Лейбл: King Records - Формат: CD, компакт-касета                     | Н/Д                     | - Південна Корея: 89,302+    |
| Phew — People, Trees and Rest (휴 — 사람과 나무 그리고 쉼)        | - Реліз: 1 жовтня 1999 - Лейбл: M Project - Формат: CD, компакт-касета                          | 6                       | - Південна Корея: 137,011+   |
| Chapter 13                                                        | - Реліз: 21 березня 2001 - Лейбл: EnterOne - Формат: CD, компакт-касета                         | 14                      | - Південна Корея: 48,505+    |
| Red Underwear (빨간 내복)                                         | - Реліз: 16 жовтня 2002 - Лейбл: M Project, BMG Korea - Формат: CD, компакт-касета              | 15                      | - Південна Корея: 48,768+    |
| New Direction                                                     | - Реліз: 7 квітня 2015 - Лейбл: KMOONfnd, LOEN Entertainment - Формат: CD, цифрове завантаження | 5                       | - Південна Корея: 11,949+    |
| Between Us                                                        | - Реліз: 23 жовтня 2018 - Лейбл: KMOONfnd, kakao M - Формат: CD, цифрове завантаження           | 23                      | - Південна Корея: 1,594+     |

## Нагороди і номінації
| Нагорода           | Рік  | Категорія                     | Номінант / робота                           | Результат | Прим.  |
| ------------------ | ---- | ----------------------------- | ------------------------------------------- | --------- | ------ |
| Golden Disc Awards | 1986 | Main Prize                    | I Don't Know Yet                            | Перемога  | [ 16 ] |
| Golden Disc Awards | 1987 | Album of the Year (Daesang)   | When Love Passes By                         | Перемога  | [ 16 ] |
| Golden Disc Awards | 1987 | Main Prize (Bonsang)          | When Love Passes By                         | Перемога  | [ 16 ] |
| Golden Disc Awards | 1988 | Main Prize (Bonsang)          | Standing Under the Shade of a Roadside Tree | Перемога  | [ 16 ] |
| Golden Disc Awards | 1993 | Main Prize (Bonsang)          | Like an Old Photograph                      | Перемога  | [ 16 ] |
| MBC Drama Awards   | 1985 | Excellence Award in Radio     | Starry Night                                | Перемога  | [ 17 ] |
| MBC Drama Awards   | 1987 | Top Excellence Award in Radio | Starry Night                                | Перемога  | [ 18 ] |
| MBC Drama Awards   | 1993 | Best TV Host Award            | Sunday Sunday Night                         | Перемога  |        |
| MBC Drama Awards   | 2008 | Top Excellence Award in Radio | This Is Lee Moon-sae in the Morning         | Перемога  | [ 19 ] |
| SBS Gayo Daejeon   | 2005 | Live Performance Award        | Лі Мун Се                                   | Перемога  | [ 20 ] |